# Конвой № 3211A
Конвой № 3211A — японський конвой часів Другої світової війни, проведення якого відбувалось у грудні 1943 року.
Пунктом призначення конвою був атол Трук (Чуук) у центральній частині Каролінських островів, де ще до війни створили потужну базу японського ВМФ, з якої до лютого 1944 року провадились операції у цілому ряді архіпелагів. Вихідним пунктом став розташований у Токійській затоці порт Йокосука (саме звідси традиційно вирушала більшість конвоїв на Трук).
До складу конвою увійшли транспорти «Мітакесан-Мару», «Хакодзакі-Мару» та «Шіньо-Мару» (Shinyo Maru), тоді як ескорт забезпечували кайбокан (фрегат) «Окі» і сторожовий корабель PB-46.
Загін вийшов із порту 11 грудня 1943 року. 14 грудня «Шіньо-Мару» під охороною PB-46 відокремився від нього та попрямував до острова Тітітдзіма (архіпелаг Оґасавара). Разом із ними через проблеми з машиною прослідував «Хакодзакі-Мару», тоді як «Мітакесан-Мару» і «Окі» продовжили свій шлях та 20 грудня прибули на Трук.
Надалі «Хакодзакі-Мару» у супроводі PB-46 також вирушив на Трук, причому 22 грудня за 400 км на південний схід від острова Гуам (Маріанський архіпелаг) їх атакував якийсь підводний човен (можливо, USS Muskalunge). Ухиляючись від торпед, «Хакодзакі-Мару» зіткнувся із PB-46, причому у сторожового корабля виявилась пошкоджена носова частина, що змусило по поверненні до Японії стати на ремонт. 24 грудня і ці кораблі досягнули Труку.
Що стосується «Шіньо-Мару», це судно 17—22 грудня прослідує з Тітідзіми на Сайпан у супроводі переобладнаного мисливця за підводними човнами «Кьо-Мару № 8» (Kyo Maru No. 8), а 26—30 грудня перейде на Трук у складі конвою, що вийшов з Йокосуки 17 грудня.